# Perșinari
Perșinari est une commune du județ de Dâmbovița en Roumanie.